# Буллай
Бу́ллай (нем. Bullay) — община в Германии, в земле Рейнланд-Пфальц.
Входит в состав района Кохем-Целль. Подчиняется управлению Целль (Мозель). Население составляет 1507 человек (на 31 декабря 2010 года). Занимает площадь 3,96 км².